# Championnat de Malte de football 2018-2019
Navigation
Saison 2017-2018 Saison 2019-2020
La saison 2018-2019 de Premier League Maltaise (appelé BOV Premier League pour des raisons de parrainage) est la 104e édition du championnat de Malte de football. Le plus haut niveau du football maltais, organisé par la Malta Football Association, oppose cette saison quatorze clubs en une série de  matchs aller et retour au sein d'une poule unique. 
Le tenant du titre, Valletta FC, défendra son 24e titre. Le douzième de la saison passée,Tarxien Rainbows FC en remportant son match de barrage contre le troisième de seconde division, conserve sa place en première division. Les deux derniers, Naxxar Lions FC et le Lija Athletic, sont relégués en First Division et remplacés cette saison par Qormi FC et Pietà Hotspurs.

## Équipes participantes
Légende des couleurs
- Ligue des champions 2018-2019
- Ligue Europa 2018-2019
- Promu de First division 2017-2018

| Club                | Classement 2017-2018 |
| ------------------- | -------------------- |
| Valletta FC         | 1er                  |
| Balzan FC           | 2e                   |
| Gzira United FC     | 3e                   |
| Birkirkara FC       | 4e                   |
| Hibernians FC       | 5e                   |
| Floriana FC         | 6e                   |
| Sliema Wanderers FC | 7e                   |
| Hamrun Spartans FC  | 8e                   |
| Senglea Athletic    | 9e                   |
| Mosta FC            | 10e                  |
| St. Andrews FC      | 11e                  |
| Tarxien Rainbows FC | 12e                  |
| Qormi FC            | 1er (First division) |
| Pietà Hotspurs      | 2e (First division)  |

## Compétition

### Format
Chacune des quatorze équipes participant au championnat s'affronte en une série de  matchs aller et retour au sein d'une poule unique. Le douzième  dispute un match de barrage contre le troisième de seconde division. Les 13e et 14e sont relégués en First division.

### Classement
Les équipes sont classées selon leur nombre de points, lesquels sont répartis comme suit : trois points pour une victoire, un point pour un match nul et zéro point pour une défaite. Pour départager les égalités, les critères suivants sont utilisés :
1. Match d'appui disputé sur terrain neutre pour les places européennes ou le titre de champion
2. Différence de buts particulière
3. Différence de buts générale
4. Nombre de buts marqués

| \| Rang \| Équipe \| Pts \| J \| G \| N \| P \| Bp \| Bc \| Diff \| \| ---- \| ------------------- \| ----- \| -- \| -- \| -- \| -- \| -- \| -- \| ---- \| \| 1 \| Valletta FC T S \| 58[1] \| 26 \| 18 \| 4 \| 4 \| 61 \| 18 \| +43 \| \| 2 \| Hibernians FC \| 58[1] \| 26 \| 18 \| 4 \| 4 \| 54 \| 27 \| +27 \| \| 3 \| Gzira United FC \| 50 \| 26 \| 13 \| 11 \| 2 \| 42 \| 21 \| +21 \| \| 4 \| Hamrun Spartans FC \| 46 \| 26 \| 12 \| 10 \| 4 \| 35 \| 20 \| +15 \| \| 5 \| Sliema Wanderers FC \| 45 \| 26 \| 13 \| 6 \| 7 \| 37 \| 26 \| +11 \| \| 6 \| Balzan FC C \| 43 \| 26 \| 12 \| 7 \| 7 \| 41 \| 31 \| +10 \| \| 7 \| Birkirkara FC \| 39 \| 26 \| 12 \| 3 \| 11 \| 33 \| 26 \| +7 \| \| 8 \| Floriana FC \| 32 \| 26 \| 9 \| 5 \| 12 \| 28 \| 25 \| +3 \| \| 9 \| Mosta FC \| 29 \| 26 \| 7 \| 8 \| 11 \| 30 \| 45 \| -15 \| \| 10 \| Senglea Athletic \| 26 \| 26 \| 7 \| 5 \| 14 \| 33 \| 46 \| -13 \| \| 11 \| Tarxien Rainbows FC \| 26 \| 26 \| 8 \| 2 \| 16 \| 29 \| 58 \| -29 \| \| 12 \| St. Andrews FC \| 24 \| 26 \| 7 \| 3 \| 16 \| 25 \| 45 \| -20 \| \| 13 \| Qormi FCP \| 20 \| 26 \| 6 \| 2 \| 18 \| 25 \| 51 \| -26 \| \| 14 \| Pietà HotspursP \| 13 \| 26 \| 3 \| 4 \| 19 \| 25 \| 59 \| -34 \| | Qualifications européennes - 1er : 1er tour de qualification en Ligue des champions 2019-2020 - C, 2e et 3e : 1er tour de qualification en Ligue Europa 2019-2020 Relégations - 12e : Barrage de relégation en First Division 2019-2020 - 13e et 14e : Relégation en First Division 2019-2020 Abréviations - T : Tenant du titre - C : Vainqueur de la FA Trophy 2018-2019 - S : Vainqueur de la Supercoupe 2018-2019 - P : Promu de First Division 2017-2018 |     |    |    |    |    |    |    |      |
| Rang | Équipe | Pts | J  | G  | N  | P  | Bp | Bc | Diff |
| 1 | Valletta FC T S | 58  | 26 | 18 | 4  | 4  | 61 | 18 | +43  |
| 2 | Hibernians FC | 58  | 26 | 18 | 4  | 4  | 54 | 27 | +27  |
| 3 | Gzira United FC | 50  | 26 | 13 | 11 | 2  | 42 | 21 | +21  |
| 4 | Hamrun Spartans FC | 46  | 26 | 12 | 10 | 4  | 35 | 20 | +15  |
| 5 | Sliema Wanderers FC | 45  | 26 | 13 | 6  | 7  | 37 | 26 | +11  |
| 6 | Balzan FC C | 43  | 26 | 12 | 7  | 7  | 41 | 31 | +10  |
| 7 | Birkirkara FC | 39  | 26 | 12 | 3  | 11 | 33 | 26 | +7   |
| 8 | Floriana FC | 32  | 26 | 9  | 5  | 12 | 28 | 25 | +3   |
| 9 | Mosta FC | 29  | 26 | 7  | 8  | 11 | 30 | 45 | -15  |
| 10 | Senglea Athletic | 26  | 26 | 7  | 5  | 14 | 33 | 46 | -13  |
| 11 | Tarxien Rainbows FC | 26  | 26 | 8  | 2  | 16 | 29 | 58 | -29  |
| 12 | St. Andrews FC | 24  | 26 | 7  | 3  | 16 | 25 | 45 | -20  |
| 13 | Qormi FCP | 20  | 26 | 6  | 2  | 18 | 25 | 51 | -26  |
| 14 | Pietà HotspursP | 13  | 26 | 3  | 4  | 19 | 25 | 59 | -34  |

Source : Classement officiel sur le site de la Fédération de Malte de football

### Résultats
Source : Résultats officiel sur le site de la Fédération de Malte de football

### Match d'appui pour le titre
À la fin de la saison, les deux premiers ayant terminé à égalité de points, un match d'appui les oppose pour déterminer le champion de Malte.
| 4 mai 2019 | Valletta FC       | 2 – 2 ap 4 – 2 t. a. b. | Hibernians FC |                            |                            |
| 16h30      |                   | (0 – 1, 1 – 1, 2 – 2)   |               | Ta' Qali Stadium, Ħ'Attard | Ta' Qali Stadium, Ħ'Attard |
| 16h30      | Tirs au but 4 – 2 |                         |               | Ta' Qali Stadium, Ħ'Attard | Ta' Qali Stadium, Ħ'Attard |

### Barrage de promotion-relégation
À la fin de la saison, un match de barrage de promotion-relégation oppose le douzième de première division au troisième de deuxième division.
| 5 mai 2019 | St. Andrews FC | 1 - 4 | Santa Lucia FC |                          |                          |
| 17h00      |                |       |                | Hibernians Ground, Paola | Hibernians Ground, Paola |

## Statistiques

### Classement des buteurs
Source : Classement des buteurs sur le site de la Fédération de Malte de football

## Bilan de la saison
| Championnat de Malte de football 2018-2019      |                         |
| Champion                                        | Valletta FC (25e titre) |
| Coupes et trophées                              |                         |
| Vainqueur de la Coupe de Malte 2018-2019        | Balzan FC               |
| Qualifications continentales                    |                         |
| Ligue des champions de l'UEFA 2019-2020         | Valletta FC             |
| Ligue Europa 2019-2020                          | Balzan FC               |
| Ligue Europa 2019-2020                          | Hibernians FC           |
| Ligue Europa 2019-2020                          | Gżira United            |
| Promotions et relégations                       |                         |
| Promus en Championnat de Malte de football D1   | Sirens FC               |
| Promus en Championnat de Malte de football D1   | Gudja United            |
| Promus en Championnat de Malte de football D1   | St. Lucia FC            |
| Relégués en Championnat de Malte de football D2 | Qormi FC                |
| Relégués en Championnat de Malte de football D2 | Pietà Hotspurs          |
| Relégués en Championnat de Malte de football D2 | St. Andrews FC          |